# Dan Rowan
Dan Rowan (ur. 22 lipca 1922 w Beggs, zm. 22 września 1987 w Englewood) – amerykański komik i aktor.

## Filmografia
Seriale
- 1962: The Lucy Show jako Colin Grant
- 1967: Rowan & Martin’s Laugh-In jako Gospodarz programu
- 1978: Fantasy Island jako Petey Raymond / Wielebny Pete Hollister

Filmy
- 1958: Once Upon a Horse... jako Dan Casey
- 1969: The Maltese Bippy jako Sam Smith
- 1970: Swing Out, Sweet Land jako Orville Wright

## Wyróżnienia
Posiada swoją gwiazdę na Hollywoodzkiej Alei Gwiazd, zdobył nagrody Emmy, do której był trzykrotnie nominowany.